# Tipula (Eumicrotipula) efficax
Tipula (Eumicrotipula) efficax is een tweevleugelige uit de familie langpootmuggen (Tipulidae). De soort komt voor in het Neotropisch gebied.